# Ibo Etiti
Igbo Etiti é uma Área de Governo Local do Enugu (estado), Nigéria. Sua sede está na cidade de Ogbede.
Possui uma área de 325 km² e uma população de 208,333 no censo de 2006.
O código postal da área é 411.